# Washington Caps
Die Washington Caps (oder Washington Capitols) waren eine US-amerikanische Basketballfranchise aus Washington, D.C., die von 1969 bis 1970 in der American Basketball Association spielte. Vorher spielte die Mannschaft unter dem Namen Oakland Oaks. Von 1970 bis 1976 war sie als Virginia Squires in der Liga tätig.

## Ursprünge
Mit Gründung der ABA im Februar 1967 wurde eine Mannschaft nach Oakland, Kalifornien für 30000 $ an den Sänger Pat Boone als Haupteigner vergeben. Die Mannschaft hieß ursprünglich Oakland Americans, aber der Name wurde schließlich in Oakland Oaks geändert. NBA Star Rick Barry spielte genau wie Steve Jones und Levern Tart für die Oaks. Barry wurde allerdings am Spiel in der NBA durch einen Prozess behindert, der von seinem früheren NBA-Team angestrengt wurde (bezüglich der Ersatz-Klausel in seinem Vertrag), sodass er die Saison als Radiosprecher statt als Spieler der Oaks verbrachte. Die Oaks gewannen das allererste Spiel der ABA 1967, ein 132:129-Sieg gegen die Anaheim Amigos am 3. Oktober 1967, und fegten durch die Playoffs 1969, bis sie die Meisterschaft im selben Jahr gegen die Indiana Pacers gewannen. Allerdings drohte die Bank of America, einen Kredit in Höhe von 1,2 Millionen Dollar zu kündigen, und so kaufte eine Gruppe von Investoren angeführt aus Washington angeführt von Earl Foreman die Mannschaft und brachte sie für die nächste Saison nach Washington.

## Die Saison 1969/70
Mit dem Umzug kam auch eine neue Identität als grün und golden gekleidete Washington Caps. Al Bianchi war der Cheftrainer der Mannschaft. Ein Bundesberufungsgericht entschied bezüglich Rick Barrys Vertrag für die Caps. Barry und Warren Armstrong spielten beim ABA All Star-Spiel, aber Verletzungen begrenzten ihre Spielzeit während der Saison. Im März 1970 schien die Vereinigung zwischen ABA und NBA bevorzustehen, die bedingte, dass die Washington Caps umziehen müssten, aber ein folgender Rechtsstreit behinderte die Vereinigung bis zum Juni 1976.
Die Caps blieben in der Western Division trotz ihres Umzugs an die Ostküste. Das bedeutete für die Mannschaft, dass sie ständig unterwegs zu entfernten Spielorten war, und so beeinträchtigten die Reisen und die Zeitunterschiede ihr Spiel. Zu den Heimspielen kamen durchschnittlich 2992 Fans. Wegen der großen Distanzen innerhalb der Division spielten die Caps einige Heimspiele in Orten wie Wichita, Kansas und sogar Mexiko-Stadt, aber hatten wenig Erfolg in diesen Ersatzheimspielen. Sie hatten gute Ergebnisse in ihren echten Heimspielen im Washington Coliseum. 
Man beendete die Saison mit 44 Siegen und 40 Niederlagen, was Rang drei in der Western Division bedeutete, sieben Spiele hinter den Denver Rockets und ein Spiel hinter den Dallas Chaparrals. In den Playoffs 1970 trafen die Caps auf die Denver Rockets in den Divisionshalbfinals, wo sie schließlich im siebten Spiel in Denver mit 119:143 verloren und ausschieden.

## Virginia Squires
Nach Ende der Saison 1969/70 zogen die Caps nach Süden und wurden die Virginia Squires. Diese spielten alle Spielzeiten in der ABA bis 1976. Nach Ende der Saison 1975/76 konnten die Squires nicht die finanziellen Anforderungen der Liga erfüllen. Sie lösten sich noch vor der Vereinigung von ABA und NBA im Juni 1976 auf.